# تيم سوليفان (كاتب)
تيم سوليفان (بالإنجليزية: Tim Sullivan)‏ (9 يونيو 1948، بانجور في الولايات المتحدة)؛ كاتب سيناريو، كاتب، ممثل، مخرج أفلام وروائي أمريكي.

## روابط خارجية
- تيم سوليفان على موقع IMDb (الإنجليزية)
- تيم سوليفان على موقع قاعدة بيانات الفيلم (الإنجليزية)
- تيم سوليفان على موقع كينوبويسك (الروسية)